# Georges Brohée
Georges Brohée (1909 – ?) belga jégkorongozó kapus, olimpikon.
Az 1935-ös jégkorong-világbajnokságon volt a belga válogatott kapusa. Mind az 5 mérkőzésen ő védett és 12,80-as kapott gólátlaggal zárt. a Csapat az utolsó, 15. helyen végzett -43-as gólkülönbséggel.
Részt vett az 1936. évi téli olimpiai játékokon a jégkorongtornán, mint a csapat tartalék kapusa. Az első számú kapus Robert Baudinne volt, aki mind a három mérkőzésen játszott, így Brohée nem kapott játéklehetőséget.